# Социјалистичка партија Рајха
Социјалистичка партија Рајха је била западнонемачка политичка партија основана након Другог светског рата 1949. године као отворено неонацистички оријентисан огранак националне конзервативне немачке десничарске партије ДКП-ДРП. Партија је постигла известан успех на изборима у северозападној Немачкој, у Доњој Саксонији и Бремену. Године 1952. партија је била прва коју је немачки Савезни уставни суд забранио.